# Galumna perezi
Galumna perezi är en kvalsterart som beskrevs av Pérez-Íñigo och Baggio 1994. Galumna perezi ingår i släktet Galumna och familjen Galumnidae. Inga underarter finns listade i Catalogue of Life.